# 리브 허 투 헤븐
《애수의 호수》(Leave Her To Heaven)는 미국에서 제작된 존 M. 스톨 감독의 1945년 드라마, 멜로/로맨스 영화이다. 진 티어니 등이 주연으로 출연하였다. 벤 에임스 윌리엄스의 동명의 1944년 소설에 기반을 둔다.
테크니컬러로 캘리포니아주, 애리조나주, 뉴멕시코주의 여러 지역에서 1945년 여름에 촬영되었다. 1945년 12월 20일 미국에서 극장 개봉하였다. 이 영화는 21세기 폭스가 1940년대에 제작한 영화들 중 가장 높은 수익을 거둬들인 영화다.
제목은 윌리엄 셰익스피어의 햄릿에서 따왔다. 유령이 햄릿에게 어머니에게 복수하지 말고 "하늘의 뜻에 맡겨두라(leave her to heaven)"고 충고하는 부분이다.

## 출연

### 주연
- 진 티어니 - 엘런 베런트 할런드 역
- 코넬 와일드 - 리처드 할런드 역

### 조연
- 진 크레인 - 루스 베런트 역
- 빈센트 프라이스 - 러셀 퀸턴 역
- 메리 필립스
- 레이 콜린스

## 제작진
- 미술: 모리스 랜스퍼드
- 미술: 라일 R. 휠러
- 의상: 케이 넬슨